# Phylloporia parasitica
Phylloporia parasitica är en svampart som beskrevs av Murrill 1904. Phylloporia parasitica ingår i släktet Phylloporia och familjen Hymenochaetaceae.   Inga underarter finns listade i Catalogue of Life.